# OBN
OBN (abreviatura d'Open Broadcast Network) és un canal de televisió de Bòsnia i Hercegovina. Es va posar en marxa l'any 1996 després del final de la Guerra Civil per iniciativa de l'OHR (Oficina de l'Alt Representant) per oferir una alternativa als canals nacionalistes existents.